# Carme Plaja Asensi
Carme Plaja Asenci (Pals, 28 de setembre de 1950) fou mestra i hostalera a Palafrugell.
Els seus pares es traslladen a Palafrugell quan tenia vui mesos l'edat i s'instal·len a la casa pairal del carrer Sant Sebastià. Va cursar estudis de Comerç a l'Escola Vedruna de Palafrugell i de llengua francesa a l'Escola Oficial d'Idiomes de Girona, on es va treure el Certificat d'Aptitud Pedagògica (CAP) i es va convertir en mestra de francès. Comença a exercir la seva professió als 25 anys a l'Escola Santa Teresa de Palafrugell i del 1978 al 1988 exercirà de mestra de francès a l'Escola Vedruna de Palafrugell.
Des de ben petita ajudava els pares a l'Hostal i va aprendre l'art de l'hostatgeria fins que al 1989, després de la proposta dels pares, decideix continuar el negoci familiar dirigint l'Hostal Plaja fins a la seva jubilació l'any 2017.
Carme Plaja es va casar amb Jordi Ungé Ribas, de Castelló d'Empúries, l'any 1973. El matrimoni ha tingut dos fills, Jordi i Elisabet.

## Orígens familiars
Els Plaja eren maçons, que provenien de Fitor, del Mas Plaja. A mitjans del segle xix el seu negoci era l'explotació de grans extensions de suredes a Fitor i eren considerats, juntament amb la família dels Torroella, uns dels grans propietaris forestals de les Gavarres.
L'any 1876, amb els guanys del suro, Joan Plaja Montserrat decideix establir-se a Palafrugell, comprant una antiga casa al carrer Sant Sebastià números 32-34, reformant-la i convertint-la amb la seva casa pairal.
Al 1939, després de la guerra, en Francesc Xavier Plaja, hereu del mas Plaja de Fitor i la seva esposa Leonor Rubau, decideixen vendre el mas i s'instal·len amb els seus 6 fills (5 noies i 1 noi, Joaquim Plaja Rubau, pare de la Carme) a la casa pairal de Palafrugell.
Els pares de Carme Plaja, un cop casats, varen anar a viure a Pals amb la família de la mare, on va néixer Carme Plaja. A l'any 1950, quan Plaja tenia vuit mesos, es van traslladar a viure definitivament a la casa pairal de Palafrugell.

## Història

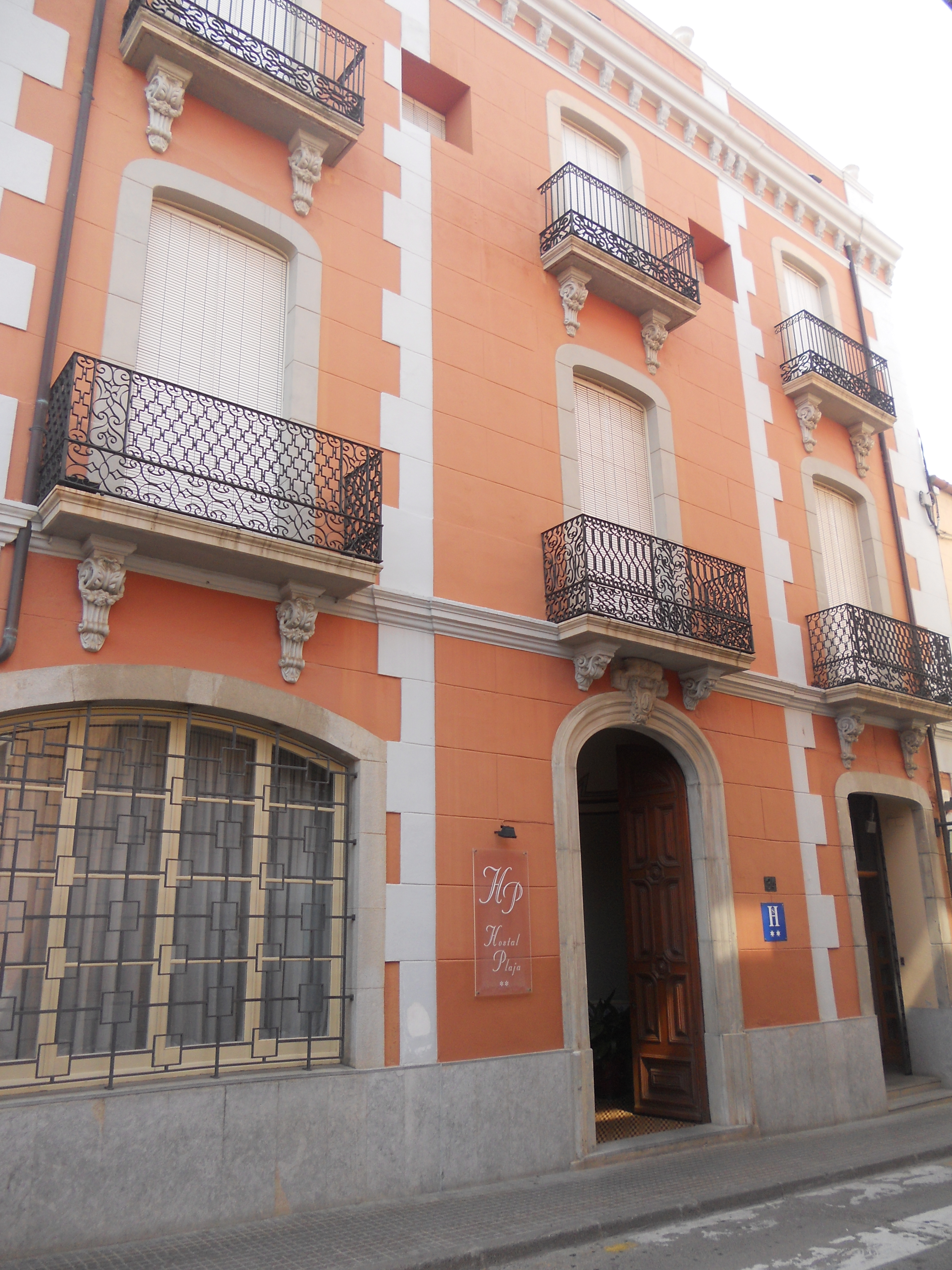
Façana de l'Hostal Plaja, avui dia catalogada com a immoble d'interès patrimonial, tant a nivell arquitectònic, com artístic.

L'any 1958, Amparo Asensi Roig, mare de Carme Plaja, va decidir convertir la casa pairal en una pensió animada pels seus veïns, i propietaris de l'Hotel Costa Brava, que li llogaven habitacions degut a la gran demanda. Al principi es va anomenar Casa de Huéspedes i més endavant va passar a anomenar-se Pensió Plaja.
La Pensió Plaja, més coneguda com a Can Plaja, va començar la seva activitat amb només 4 habitacions i el menjador de l'habitatge. Més tard, cap a l'any 1961, es van edificar 16 habitacions noves adjacents a l'edifici principal. Donaven al pati, on hi havia dos safareigs i un sortidor. També es va construir un nou menjador. L'hostal i la casa pairal estaven així separats, però la recepció va mantenir-se a l'entrada, que sempre ha conservat el seu estat primigeni.
A Palafrugell, la consolidació del turisme va suposar el progressiu arraconament a un pla secundari en la indústria surera, veritable motor de l'economia local durant els últims dos-cents anys. En tan sols deu anys, entre 1950 i 1960, Palafrugell arribà a 9.134 habitants consolidant-se com a segon municipi de la comarca.
El fill de Carme Plaja, Jordi Ungé Plaja i la seva esposa Susanna Ruiz Pedraza, continuen el negoci familiar. És la tercera generació de la família Plaja que gestiona l'hostal.

### El bar Sa Garoina
L'any 1965, el pare de la Carme, va inaugurar el bar Sa Garoina, paret amb paret de l'hostal, on Carme també hi treballava juntament amb tota la família.